# Ferdinand Béghin
Pour les personnes ayant le même patronyme, voir Béghin.
Ferdinand Béghin, né le 21 janvier 1902 à Thumeries et mort le 18 avril 1994 à Fribourg (Suisse), est un industriel et homme d'affaires français, dans les secteurs du sucre, des cartons, du papier, de la presse et de l'édition.

## Biographie

### Famille
Héritier de la famille Béghin, dynastie de l'industrie sucrière, fils d'Henri Béghin et de Louise Sophie Legrand, il porte le prénom de son arrière-grand-père Antoine Ferdinand Béghin co-directeur dès sa création de la sucrerie Cogez Béghin de Thumeries que ce dernier a fondé avec son ami et beau-frère Joseph Cogez en 1826,,,.
La croissance du groupe Béghin s'accélère lorsque son père Henri et son oncle Joseph lancent une SNC au capital de 800 000 francs pour la reprise et la modernisation des équipements de la sucrerie de Thumeries en 1898, dans un contexte où les aléas de l'industrie sucrière de l'époque combinés à une habile gestion font s'emballer la production: La sucrerie de Thumeries peut traiter 600 tonnes de betterave en une journée en 1900 et en traite effectivement 150 000 tonnes en 1914.
En 1910, à huit ans, ses parents le jugeant trop faible pour le faire entrer à l'internat embauchent un précepteur afin que son éducation lui soit donnée à domicile.
Fin 1914, Ferdinand Béghin entre au collège de Gerson à Paris, alors que la Première Guerre mondiale fait rage. Les bombardements, l'abandon du château familial de Bellincamps, à Thumeries, la mort des proches (dont sa mère en 1919 à l'âge de 40 ans), mais aussi le défilé du 14 juillet 1919 l'ont marqué profondément.
Détenue par sa famille, une sucrerie dans la Somme, à Beauchamps, épargnée par les Allemands, redémarre très rapidement et acquiert à très bon marché ses rivales. Les indemnités pour dommages de guerre sont ainsi investies dans l'acquisition de sucreries, notamment à Caudry, Courrières et Arras, de râperies à Marquillies et de raffineries à Denain et Marcq-en-Barœul. La famille acquiert aussi la première sucrerie du pays (3 000 tonnes par an) à Corbehem, près de Douai.

### Débuts
Il poursuit ses études à Paris, au lycée Janson-de-Sailly, obtient son bac et suit les cours de préparation à l'Institut agronomique. Il n'obtiendra pas d'autre diplôme  que le baccalauréat, car son père le rappelle avant la fin de ses études pour le seconder dans la direction de l'usine, vers 1925. Fils du patron de l'entreprise, il ne bénéficie pourtant d'aucun passe-droit et travaille à tous les postes comme un ouvrier, dans le but d'acquérir une parfaite connaissance du métier. Il fait aussi quelques voyages à l'étranger afin d'étudier de nouvelles techniques sucrières. 
Dès 1926, la famille, à la suite d'un conflit avec son fabricant de carton, possède une usine papetière à Corbehem, qui a trois machines à papier au début des années 1930. Les familles Béghin et Prouvost s'allient ensuite pour acquérir en 1930 le quotidien Paris-Soir, qui va battre en quelques années son rival L'Intransigeant, en misant sur des photos spectaculaires imposant un papier satiné, fourni par Béghin. 
L'empereur du sucre, du papier et de la laine, détenteur pendant 30 ans du monopole du procédé transformant la betterave peut ainsi écouler une partie de la surproduction de papier de ses usines, au moment du Krach de 1929, dans la presse,. En 1938, le pôle papetier est reparti et Béghin achète la société finlandaise Enqvist, qui détient 34 000 hectares de forêts, destinés à la papeterie de Corbehem, qui a investi dans des machines en 1926 et 1929.

### Front populaire et Seconde Guerre mondiale
À la suite du décès de son oncle Joseph, maire de Thumeries, en 1938, il dirige le groupe avec son beau-frère Pierre Malle (père du cinéaste Louis Malle) et son cousin Claude Descamps, futur banquier. En 1939, le groupe comprend dix unités.
Ferdinand Béghin se souvient de la période du Front populaire comme d'un cauchemar : « Le dimanche, on dormait sur ses deux oreilles. Le lundi matin, on se réveille : c’était la révolution ! ».
Quand la Seconde Guerre mondiale éclate, Ferdinand Béghin est mobilisé. Rendu à la vie civile à la fin juillet 1940, il rentre à Thumeries, au château de Bellincamps, dont il est propriétaire depuis 1925. Contacté par un officier anglais de l'Intelligence Service, il entre dans le réseau de résistance OFACM comme responsable de recrutement. Il est blessé d'une balle au poumon le 11 septembre 1944 lors de la libération alors qu'il défend mitraillette à la main son usine attaquée. Il recevra plusieurs distinctions dont la Légion d'honneur. Son père Henri était décédé la semaine précédente.

### Guerres coloniales
Pendant la guerre d'Indochine, il est l’ami proche de Christian de La Croix de Castries, officier sur le terrain pendant 8 ans, promu général lors de la bataille du camp retranché de Dien Bien Phu. Il figure alors au comité de patronage de la Revue Défense nationale fondée en 1939 et traitant des grandes questions militaires, politiques, sociales.
En 1949, il devient directeur d'une usine de papier et cartonnerie au Maroc, ouverte en 1945, où il rencontre Jean-Marc Vernes, qui avait rejoint depuis 1945 la banque fondée par la famille Béghin et qu'il considère ensuite comme le fils qu’il n'a jamais eu. Ce dernier se lie avec sa fille aînée. Plus tard, sa benjamine rencontrera en 1956 son futur mari Jean d'Ormesson, de 13 ans son aîné.

### Investissements dans Paris-Match et Le Figaro
Il est en 1949 l'associé dans la presse de Jean Prouvost : tous deux sont actionnaires à parité de Paris-Match, fondé en mars 1949.
Puis c'est l'investissement dans le quotidien Le Figaro, propriété du parfumeur François Coty, qui a réussi un doublement de ses ventes entre 1945 et 1950, sur fond de couverture équilibrée du procès Kravtchenko. Sa veuve, Mme Léon Cotnareanu, veut en reprendre le contrôle quand elle revient en France mais perd en justice  dès juillet 1948 face au fondateur Pierre Brisson. En mai 1950, elle accepte de céder la moitié de ses parts, à une nouvelle association entre la famille Béghin et les Prouvost, via une « société fermière d'indépendance », dotée d'un conseil de sept membres dont seulement 2 représentants des propriétaires, qui garantit l'indépendance de la rédaction.

### Contrôle de l'empire familial
En 1956, il prend finalement le contrôle de la firme familiale et la fait entrer en Bourse sur les conseils de Jean-Marc Vernes. Ce dernier sera nommé numéro deux du groupe en 1965. 
Il ne cessera de se renforcer dans le domaine du carton et du papier. C'est à lui que l'on doit l'idée d'un papier toilette à base d'ouate de cellulose, plus agréable au toucher, avec les marques Lotus et Vania, qui permet de diversifier les débouchés quand s'achève la pénurie des papiers de presse. Il sera le leader français de ce marché, d'abord développé par celui des mouchoirs en papier et des produits d’hygiène féminine lors du rachat en 1960 de la cartonnerie de Kaysersberg en Alsace, dont il devient PDG tout étant administrateur d'autres sociétés du secteur. En 1976, le secteur papier-carton pèse 40% des ventes du groupe après avoir progressé de 58% en 1974 .
En 1967, la société Béghin prend le contrôle de la société Say qui est alors plus grande qu'elle. L'opération prend la forme d'une offre publique d'achat (OPA) avec la participation du Britannique Tate & Lyle, de l'Italien Eridania et du Belge Tirlemont. Les deux entités fusionnent en 1972, pour créer la société Béghin-Say qui contrôle 28% du sucre français et devient le numéro un européen.
Dans le secteur de l'édition, il gère un groupe de presse et Télé 7 jours de 1965 à 1972, est administrateur du Figaro de 1950 à 1970, et de quelques autres entreprises de presse et d'édition. Ferdinand Béguin se brouille avec Jean Prouvost en 1965 à propos d'une « tribune libre » publiée par lui dans Le Figaro sur les relations des sucriers et du gouvernement et lui vend ses parts cinq ans après. Marie-France Garaud, conseillère de Jacques Chirac, négocie en 1976 la vente du Figaro à Robert Hersant et dès le 30 juin 1975, son gendre  Jean d'Ormesson, qui a été placé la tête du journal, prend la défense dans la presse du nouvel acquéreur, contesté par une grève des journalistes. 
Mais Ferdinand Béghin a seulement trois gendres et ne veut pas les voir lui succéder. Jean-Marc Vernes le conseille entre-temps pour l'absorption de la société Say, terme logique d'une bataille qui avait commencé en 1967 par une OPA et s'achève en  en 1973. Ferdinand Béghin ressentira par la suite avec amertume la cession du contrôle de Béghin-Say à des raffineurs étrangers lors de cette OPA, qui voit certains autres membres de la famille vendre massivement leurs actions ou la montée au capital de la Compagnie financière de Suez et de la Banque Vernes et Commerciale de Paris, à l'occasion de cette phase de croissance.
Jean-Marc Vernes est entre temps devenu administrateur général de Béghin-Say en 1972. Il se pose alors « en pur manager, attentif à la seule gestion, étranger aux querelles de clan et indifférent à la défense des patrimoines ». Seuls lui et Claude Descamps sont alors administrateurs d'autres sociétés dominantes et quatre des autres administrateurs sont apparentés à la famille Béghin : Pierre Malle a épousé Françoise Béghin, sœur de Ferdinand Béghin, Claude Descamps a épousé Jenny Béghin, fille de Joseph Béghin et Étienne Pollet a épousé une fille de Joseph Béghin. Mais le lancement de la sucrerie géante de Connantre en Champagne en 1974 se révélera un désastre financier,.

### Retrait des affaires en 1977
C'est seulement en 1977 qu'il se retire, à 75 ans. Jean-Marc Vernes devient officiellement président-directeur général de Beghin-Say dont le chiffre d'affaires atteint presque 4 milliards de francs avant de vendre aux Italiens en 1984. Son manoir en Corse est investi par des militants nationalistes en 1978 et il décède en 1994 à l'âge de 92 ans.

## Famille
Marié à Simone de Lenzbourg (1904-1966), le 24 avril 1930 à Bösingen en Suisse, ils ont trois filles :
- Roselyne (née en 1931), qui épouse Bertrand Pernot du Breuil, directeur de sociétés[27] ;
- Pascaline (1937-2017), qui épouse Charles de Ganay, puis François Moreuil ;
- Françoise (née en 1938), qui épouse en 1962 l'écrivain et académicien, Jean d'Ormesson[25].

Sa sœur Françoise (1900-1982) épousa en 1921 à Thumeries, l'officier de marine Pierre Malle (1897-1990). De leur mariage naîtront quatre fils et trois filles, dont le cinéaste Louis Malle.

## Distinctions
- Commandeur de la Légion d'honneur
- Croix de guerre 1939–1945

## Sources bibliographiques
- « Béghin (Ferdinand) », dans Who's Who in France, 1973-1974, p. 214.